# 오메테페섬

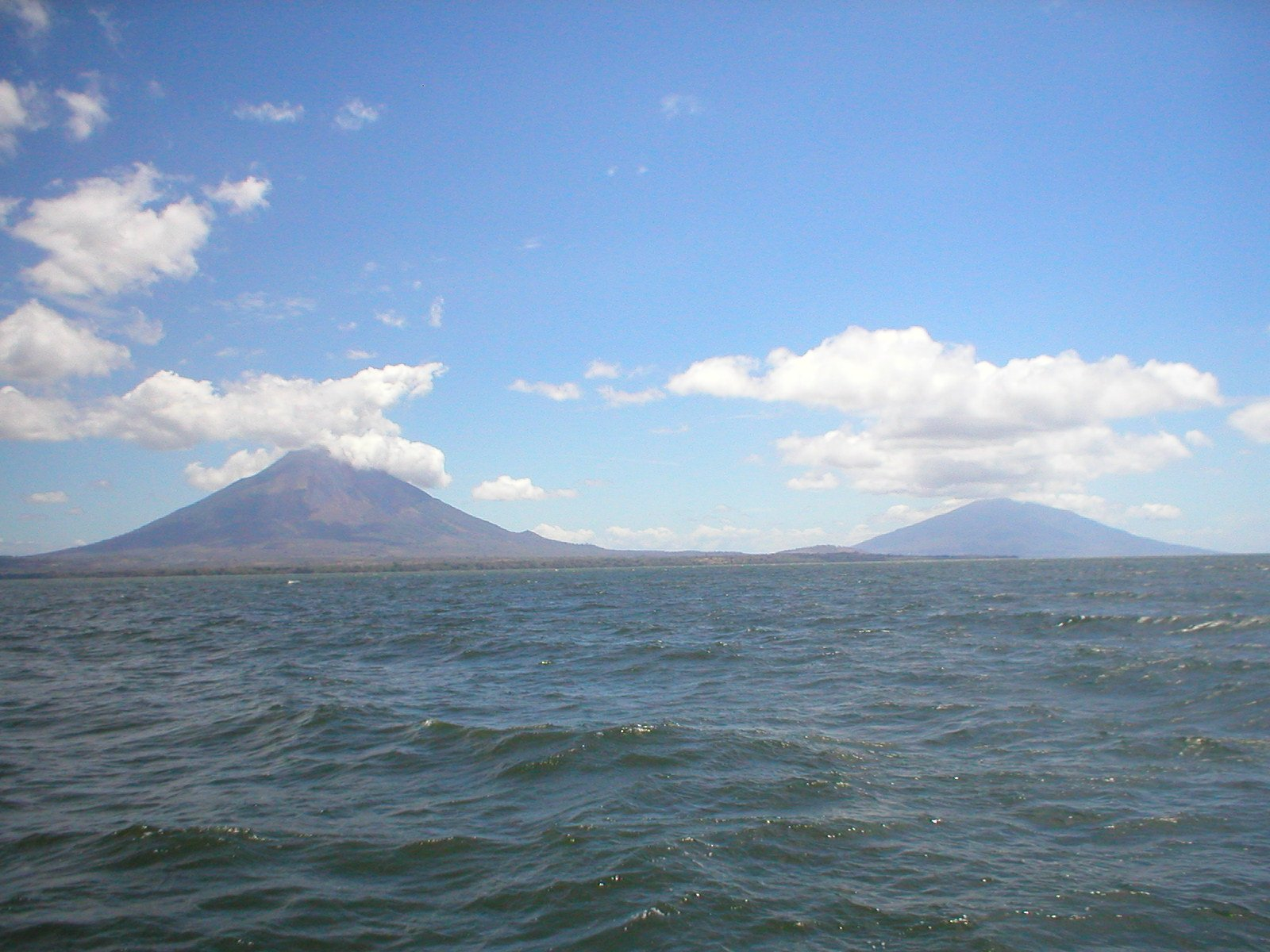
오메테페 섬

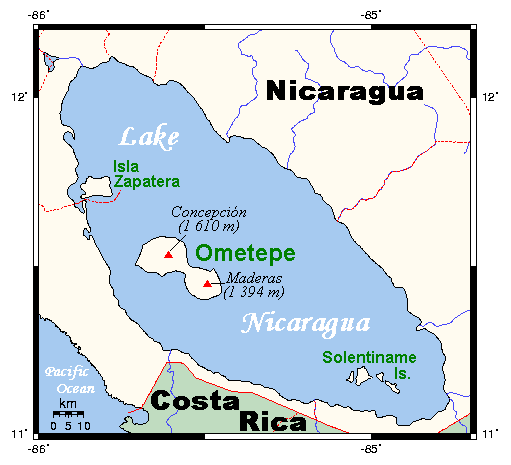
오메테페 섬 지도

오메테페섬(스페인어: Ometepe)은 니카라과의 니카라과호에 위치한 섬으로 면적은 276km2, 길이는 31km, 넓이는 10km, 높이는 1,610m, 인구는 29,684명(2005년 기준), 인구 밀도는 107.6명/km2이다.
섬 이름은 나우아틀어로 "2개(ome)의 산(tepetl)"을 뜻한다. 콘셉시온 산과 마데라스 산이 서로 연결되어 있다. 섬의 경제 활동은 목축과 관광업이 주를 이룬다.